# Matthew Upson
Matthew James Upson, né le 18 avril 1979 à Hartismere (Eye), est un footballeur international anglais qui évolue au poste de défenseur.

## Carrière
Matthew Upson, rejoint le club de Luton Town en 1994, comme stagiaire et signe son premier contrat en 1996, avec son club et il fait ses débuts en pro contre Rotherham en août 1996. Upson signe à Arsenal en mai 1997, il doit faire face à la rude concurrence de Tony Adams, Steve Bould et Martin Keown, mais il se blesse au dos et il joue peu. Arsenal le prête à Nottingham Forest en 2000 puis à Crystal Palace en 2001, ensuite Matthew Upson revient a Arsenal, où il commence à rejouer régullierement lors de la saison 2001-2002, ou Upson participe à 22 matchs de Premier League, mais après une nouvelle blessure en 2002, Upson perd sa place au profit de l'association Kolo Touré et Sol Campbell. Upson est vendu à Birmingham City en janvier 2003, il s'impose rapidement à Birmingham et il y reste jusqu'en 2007. Matthew Upson signe ensuite pour West Ham, le 18 janvier 2007, où il s'impose comme le patron de la défense des Hammers et il est capitaine de l'équipe depuis 2009.
Au début de la saison 2011-2012, alors que West Ham est relégué en Championship, Matthew Upson est laissé libre et signe à Stoke City.
Le 10 juillet 2013, il signe pour un an à Brighton & Hove FC, en Championship. Puis, malgré ses 35 ans, en fin de contrat dans son club qui a terminé 6e du championnat, il rejoint Leicester City, promu dans l'élite du football anglais.

## Sélection internationale
Matthew Upson connait sa première sélection le 22 mai 2003, contre l'Afrique du Sud (2-1) à Durban, il joue quelques matchs mais il n'est pas retenu pour disputer l'Euro 2004. 
Puis de 2004 à 2008, Upson est absent de l'équipe d'Angleterre, quand Fabio Capello devient sélectionneur, il rappelle Upson et le titularise avec Rio Ferdinand contre la Suisse. 
Il a été sélectionné à 21 reprises pour 2 buts en équipe d'Angleterre. 
Il fut retenu pour disputer la Coupe du monde 2010. À la suite de la blessure de Rio Ferdinand, Upson devient titulaire durant la Coupe du monde 2010 avec John Terry et marque un but contre l'Allemagne en 8e de finale perdue 4-1.

## Buts en sélection
| # | Date             | Lieu                                             | Adversaire | Score | Résultats | Compétition         |
| - | ---------------- | ------------------------------------------------ | ---------- | ----- | --------- | ------------------- |
| 1 | 19 novembre 2008 | Olympiastadion, Berlin, Allemagne                | Allemagne  | 1-0   | 2-1       | Match amical        |
| 2 | 27 juin 2010     | Free State Stadium, Bloemfontein, Afrique du Sud | Allemagne  | 1-2   | 1-4       | Coupe du monde 2010 |

## Clubs
Matthew Upson évolue dans les clubs suivants,, :
- 1996-1997 : Luton Town  Angleterre
- 1997-jan. 2003 : Arsenal  Angleterre
  - déc. 2000: Nottingham Forest  Angleterre (prêt)
  - mars 2001-2001 : Crystal Palace  Angleterre (prêt)
  - sep. 2002-déc. 2002 : Reading FC  Angleterre (prêt)
- jan. 2003-jan. 2007 : Birmingham City  Angleterre
- fév.  2007-2011 : West Ham  Angleterre
- 2011-2013 : Stoke City  Angleterre
  - fév. 2013-2013 : Brighton & Hove  Angleterre (prêt)
- 2013-2014 : Brighton & Hove  Angleterre
- 2014-2015 : Leicester City  Angleterre
- 2015-2016 : MK Dons  Angleterre

## Palmarès
- Arsenal
  - Premier League
    - Champion : 2002

  - Community Shield
    - Vainqueur : 2002

## Sélections
- 1re sélection en équipe d'Angleterre le 22 mai 2003 lors d'une rencontre face à l'Afrique du Sud
- 1er but en équipe d'Angleterre le 19 novembre 2008 lors d'un match amical face à l'Allemagne (victoire 2-1 des anglais)
- 21 sélections et 2 buts en équipe d'Angleterre depuis l'année 2003
- 12 sélections et 2 buts en équipe d'Angleterre espoirs entre 1998 et 2000